# Hypoxis angustifolia
Hypoxis angustifolia là một loài thực vật có hoa trong họ Hypoxidaceae. Loài này được Lam. mô tả khoa học đầu tiên năm 1789.